# Platydasys tentaculatus
Platydasys tentaculatus är en djurart som tillhör fylumet bukhårsdjur, och som beskrevs av Bertil Swedmark 1956. Platydasys tentaculatus ingår i släktet Platydasys och familjen Thaumastodermatidae. Inga underarter finns listade i Catalogue of Life.